# Modhaus
Modhaus（韓語：모드 하우스）是一間由韓國音樂製作人鄭炳基（Jaden Jeong）在2021年成立的經紀娛樂公司。目前旗下有tripleS、ARTMS等藝人。

## 歷史

### 2021年
11月30日，韓國音樂製作人鄭炳基於韓國創立，並擔任公司代表。

### 2022年
2月18日，公司宣布將推出首個粉絲參與製作的女子團體。並說明Modhaus是以構建「開放架構娛樂生態系統」爲目標成立的娛樂公司，在偶像世界觀中結合區塊鏈和元宇宙等IT技術，讓企劃不再是以公司爲中心的單向溝通，而是粉絲們直接在與藝人進行內容製作過程中發揮影響力的雙向溝通的偶像計畫。
4月4日，公司公開首個女子團體的團名tripleS，並將陸續公開成員。
5月19日，宣布公司新創募資在Pre-A輪已吸引NAVER D2SF、CJ集團旗下投資公司以及Futureplay投資。
9月16日，公司於宣佈旗下的女團tripleS將會以兩隊先行出道，分別名為Acid Angel from Asia及+(KR)ytsal Eyes，其兩隊都為四人組合，各隊成員以粉絲日後投票結果來決定。並在17日於Youtube上傳了兩隊分隊的音源demo試聽。
9月21日，透過手機程式cosmo舉辦第一次為期四日的粉絲投票活動「Our First Grand Gravity」，是次投票目標是將S1-S8 8位成員分成兩個小分隊Acid Angel from Asia及+(KR)ytsal Eyes出道。
10月28日，透過粉絲於第一次投票活動中區分出的tripleS小分隊Acid Angel from Asia (簡稱tripleS AAA)以『Generation』一曲正式出道。
11月25日，公司宣佈旗下24人的女團tripleS將會加入當時仍未正式公開的S10成員，以十人體制出道，並再次加入粉絲投票元素，以粉絲投票結果選出出道歌曲。
12月1日，透過手機程式cosmo舉辦第二次為期七日的粉絲投票活動「Choose the Main Song」，是次投票目標是選出出道歌曲。

### 2023年
2月13日，旗下24人的女團tripleS以十人體制正式出道。
3月17日，宣布與本月少女的前成員眞率、Kim Lip、姬振和Choerry簽訂專屬合約。
4月1日，公司宣布開始新計畫「ARTMS」並開設官方SNS，將透過新計畫講述故事。旗下藝人眞率、Kim Lip、姬振和Choerry加入計畫並展開全新活動。
5月4日，透過粉絲於第一次投票活動中區分出的tripleS小分隊+(KR)ytsal Eyes (簡稱tripleS KRE)以『Cherry Talk』一曲正式出道，並於同日出演《M Count Down》出道舞台。但由於遇到技術問題，其官方MV延遲一日於5月5日公開。
5月8日，由於tripleS KRE只出演了於出道首週的《M Count Down》後就沒有上過其他音樂節目打歌及行程，公司發表聲明，當中表示「tripleS由於人物及勢力所牽制，以致至今的音樂節目活動處於不明朗狀態」。及後tripleS KRE經過一個月後才重返打歌節目。
6月21日，宣布與本月少女的前成員夏瑟正式簽定專屬合約並加入ARTMS計畫。
10月31日，透過旗下藝人姬振的專訪宣布預計於2024年初以新團體ARTMS開始團體活動。

### 2024年
2月29日，宣布團體ARTMS預計於同年5月31日發行首張正規專輯《Dall》。

## 旗下藝人

### 團體

#### tripleS
- 名字粗體為隊長；依公開順序排序。

| 名稱    | 出道日期      | 成員 |
| ------- | ------------- | --- |
| tripleS | 2023年2月13日 | 舒妍 慧潾  知禹 采嬿 琉然 秀珉  拏炅 裕彬  楓 多賢 琴音 妍知  念 昭玹 心語 真友 凜 周彬 夏淵 示溫 采湲 Sullin SeoAh 池娫 |

#### ARTMS
- 名字粗體為隊長。

| ARTMS                          | ARTMS         | ARTMS                |
| ------------------------------ | ------------- | -------------------- |
| 眞率 夏瑟 Kim Lip 姬振 Choerry |               |                      |
| 小分隊                         | 出道日期      | 成員                 |
| ODD EYE CIRCLE                 | 2017年9月21日 | 眞率 Kim Lip Choerry |

#### Idntt
- 名字粗體為隊長；依公開順序排序。

| 名稱  | 出道日期 | 成員                                                |
| ----- | -------- | --------------------------------------------------- |
| idntt | 2025年   | 度勳 喜主 HwangBo MinGyeol 太仁 在永 主浩 智云 煥喜 |

## 外部連結
- 官方网站
- Modhaus的X（前Twitter）
- Modhaus 徵選的Instagram帳戶
- Modhaus Naver Post （页面存档备份，存于）